# Friedrich von Hoya
Friedrich von Hoya war von 1080 bis 1082 Abt von Corvey.
Nach seiner Wahl zum Abt erhoben sich Zweifel an seiner Eignung für das Amt. Er sei mehr an Vergnügungen und der Jagd und kaum an seinen geistlichen Pflichten interessiert. Friedrich verschwende Kirchengut und sein Lebenswandel wirke sich negativ auf die Mönche aus. Durch die Unsicherheit im Reich infolge der Kämpfe zwischen Friedrich von Schwaben und Heinrich IV. litt auch das Territorium Corveys. Benachbarte Adelige fielen ein und richteten etwa auf der Eresburg und der dortigen Propstei Obermarsberg starke Schäden an. Die dortigen Mönche wählten schließlich Erkenbert von Homburg zum Abt. Auch in Corvey selbst wurde Friedrich für unwürdig gehalten und abgesetzt.